# Шкурдюк Віктор Миколайович
Віктор Миколайович Шкурдюк (нар. 3 червня 1958, Усть-Каменогорськ, Східно-Казахстанська область, Казахська РСР) — радянський хокеїст, нападник.

## Біографічні відомості
Вихованець усть-каменогорської хокейної школи «Торпедо». Військову службу проходив у складі ленінградського СКА. За два сезони у лавах «армійців» провів 50 лігових матчів, закинув 24 шайби.
Чемпіон світу серед молодіжних команд 1978 року. Другий бомбардир турніру, який проходив у Канаді — 16 очок (10 голів плюс 8 передач). До речі, найрезультативнішим гравцем став Вейн Грецкі, який набрав на один пункт більше.
Влітку, на драфті Національної хокейної ліги, був обраний у тринадцятому раунді клубом «Сент-Луїс Блюз». Віктор Шкурдюк став другим серед радянських хокеїстів на драфті НХЛ (перший — Віктор Хатулєв у 1975 році).
Наступні дев'ять сезонів захищав кольори московського «Динамо». Чотири рази був срібним призером чемпіонату СРСР, тричі — бронзовим. Грав у фіналі кубка СРСР. Переможець п'яти міжнародних турнірів на призи газети «Советский спорт» (1980, 1982, 1983, 1984, 1985). Учасник суперсерій проти клубів ВХА (1978/79) і НХЛ (1979/80, 1985/86). У першому турне по Північнній Америці відзначився закинутими шайбами у ворота збірної Всесвітньої хокейної асоціації і клубу «Вінніпег Джетс».
Всього у вищій лізі провів 358 матчів, 127 закинутих шайб, 80 результативних передач. Майстер спорту СРСР міжнародного класу. Залучався до матчів другої збірної Радянського Союзу.
В останньому сезоні вніс вагомий внесок у здобуття харківським «Динамо» путівки до еліти радянського хокею. У першій лізі — 30 матчів, 9 голів, 12 передач.
Працював тренером у спортивній школі московського «Динамо». Серед його вихованців: Максим Афіногенов, Олександр Фомічов, Олександр Полушин та ін.
Досягнення:
- Срібний призер чемпіонату СРСР (4): 1979, 1980, 1985, 1986
- Бронзовий призер чемпіонату СРСР (3): 1981, 1982, 1983
- Фіналіст кубка СРСР (1): 1979

## Статистика
Статистика виступів у лігових матчах:
| Сезон               | Клуб                | Ліга                | І   | Г   | П  | О   | ШХ  |
| ------------------- | ------------------- | ------------------- | --- | --- | -- | --- | --- |
| 1974-75             | «Торпедо»           | перша               | 2   | 0   | 0  | 0   | 0   |
| 1975-76             | «Торпедо»           | перша               | 22  | 5   | 3  | 8   | 6   |
| 1976-77             | СКА (Ленінград)     | вища                | 12  | 5   | 3  | 8   | 0   |
| 1977-78             | СКА (Ленінград)     | вища                | 36  | 17  | 11 | 28  | 8   |
|                     | СКА (Ленінград)     | ПТ                  | 2   | 2   | 2  | 4   | 2   |
| 1978-79             | «Динамо» (Москва)   | вища                | 31  | 6   | 7  | 13  | 6   |
| 1979-80             | «Динамо» (Москва)   | вища                | 44  | 16  | 15 | 31  | 8   |
| 1980-81             | «Динамо» (Москва)   | вища                | 43  | 16  | 10 | 26  | 16  |
| 1981-82             | «Динамо» (Москва)   | вища                | 43  | 18  | 6  | 24  | 26  |
| 1982-83             | «Динамо» (Москва)   | вища                | 39  | 11  | 2  | 13  | 12  |
| 1983-84             | «Динамо» (Москва)   | вища                | 44  | 19  | 3  | 22  | 18  |
| 1984-85             | «Динамо» (Москва)   | вища                | 39  | 8   | 5  | 13  | 6   |
| 1985-86             | «Динамо» (Москва)   | вища                | 38  | 8   | 13 | 21  | 4   |
| 1986-87             | «Динамо» (Москва)   | вища                | 7   | 1   | 1  | 2   | 0   |
| 1987-88             | «Динамо» (Харків)   | перша               | 30  | 9   | 12 | 21  | 4   |
| Всього у вищій лізі | Всього у вищій лізі | Всього у вищій лізі | 376 | 125 | 76 | 201 | 104 |

У молодіжній збірній:									
| Рік  | Команда          | Турнір | Місце | І | Г  | П | О  | ШХ |
| ---- | ---------------- | ------ | ----- | - | -- | - | -- | -- |
| 1978 | СРСР (молодіжна) | МЧС    |       | 7 | 10 | 6 | 16 |    |